# 托夫斯托利斯
51°34′51″N 31°20′49″E / 51.58083°N 31.34694°E

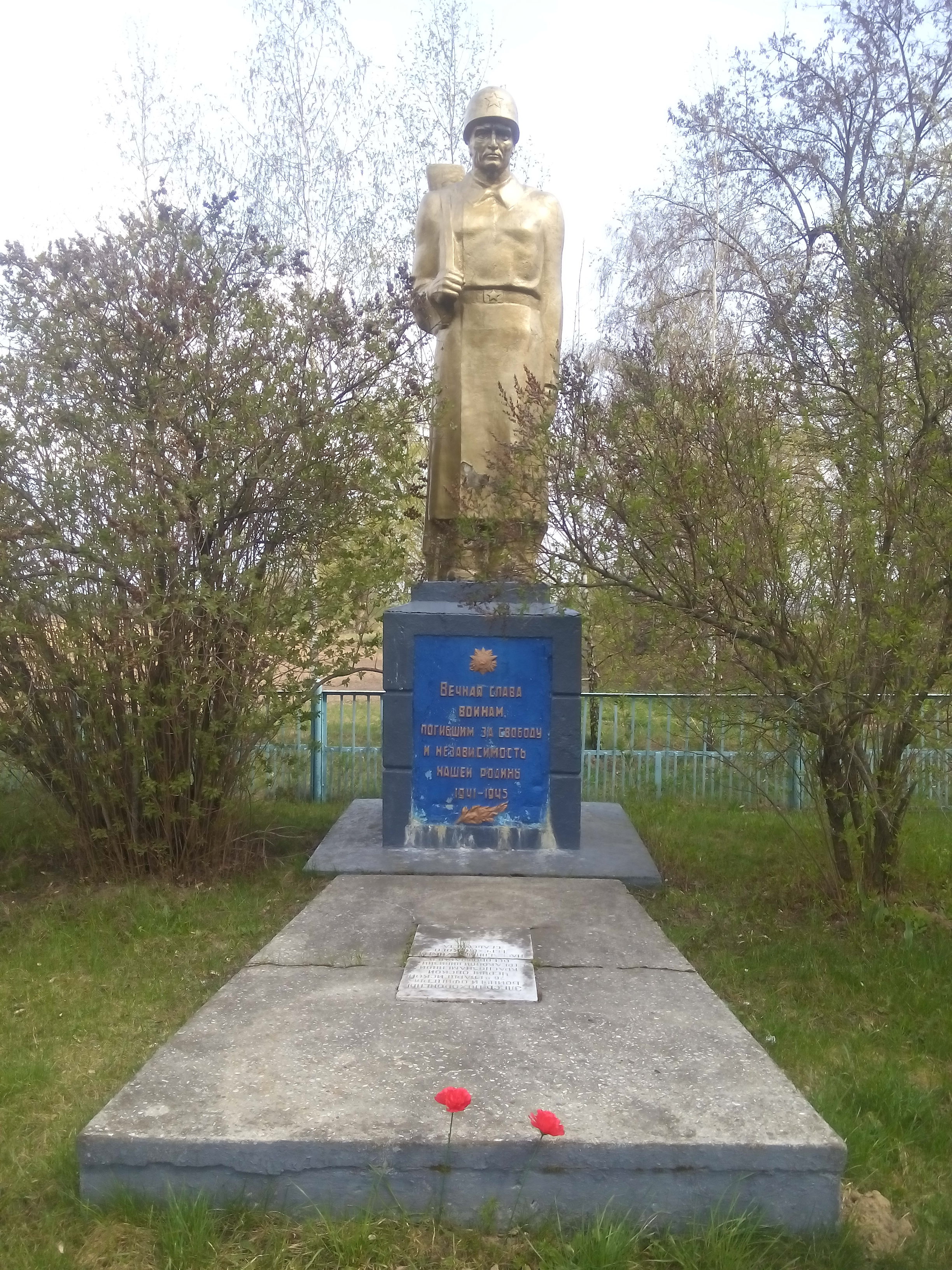
烈士墓

托夫斯托利斯（烏克蘭語：Товстоліс），是烏克蘭北部切爾尼希夫州切爾尼希夫區基塞利夫卡市镇的村落。始建於1634年，面積1.04平方公里，海拔高度144米，2001年人口257，人口密度每平方公里247.8人。